# مسجد جامع مانیسا
مسجد جامع مانیسا (ترکی استانبولی: Manisa Ulu Camii) مسجدی تاریخی در شهر مانیسا، ترکیه است.

## تاریخچه
معماری مسجد جامع مانیسا معمار احمد بن عثمان است که این بنا را به دستور مظفرالدین اسحاق بیگ از دودمان ساروخانیان در سال ۱۳۶۶ میلادی ساخت. مدرسه‌ای هم در سال ۱۳۷۸ میلادی در مجاورت مسجد ساخته شد. کار مرمت مسجد در سال ۲۰۱۸ در مسجد آغاز شده‌است.

## معماری
در ساخت این مسجد که دارای یک مناره است از سنگ و آجر استفاده شده‌است.